# 塞德瑞克·托伊歇特
塞德瑞克·托伊歇特（德語：Cedric Teuchert；1997年1月14日—）生於科堡，是一位德國足球運動員，在場上的位置是前鋒。現效力於德乙球隊漢諾威。